# Bajo Martín
Pour les articles homonymes, voir Martín.
La comarque de Bajo Martín est une comarque aragonaise dans la Province de Teruel (Espagne).

## Géographie
La comarque de Bajo Martín est située au nord de la Province de Teruel, à la limite de la Province de Saragosse. C'est une terre de transition entre les montagnes et la vallée de l'Ébre.
La région est traversée par la route nationale N-232 Saragosse-Castellón de la Plana.
Une des lignes de chemin de fer qui relient Saragosse à Barcelone passe par la comarque avec des gares à a Puebla de Hijar et Samper de Calanda.

### Climat
Le climat est sec et ensoleillé avec des étés chauds et des hivers plus durs. La pluviométrie est faible. Deux vents principaux soufflent : le cers du nord-ouest, sec et froid et le vent du sud-est chaud et sec.

## Économie
L'économie est basée principalement sur l'agriculture (cultures céréalières et élevage).

## Tourisme
La comarque est connue pour contenir quelques-uns des lieux qui composent la Route du tambour et de la grosse caisse (Ruta del tambor y el bombo). 
Sur le plan archéologique, notons les peintures rupestres du Parc Culturel du Río Martín (Parque Cultural del Río Martín), le gisement de Cabezo de Alcalá, près de Azaila, les restes de la villa romaine de la Loma del Regadío (Urrea de Gaén).
Parmi son patrimoine artistique, notons le palais archiépiscopal à Albalate et le sanctuaire de la Vierge de los Arcos.

## Communes
- Albalate del Arzobispo,
- Azaila,
- Castelnou,
- Híjar,
- Jatiel,
- La Puebla de Híjar,
- Samper de Calanda,
- Urrea de Gaén,
- Vinaceite.

## Compétences de la Comarque
La comarque a des compétences dans les domaines suivants :
- action sociale
- culture
- patrimoine culturel et traditions populaires
- sport
- jeunesse
- promotion du tourisme
- collecte et traitement des déchets
- protection civile, prévention et extinction des incendies
- assistance technique pour l'urbanisme
- approvisionnement en eau potable

L'action est menée par plusieurs commissions (2007) :
- commission spéciale des comptes
- commission d'information pour la culture, l'éducation, la jeunesse et les sports
- commission d'information pour  des services publics
- commission d'information pour le développement de la comarque et les nouvelles technologies
- commission d'information pour l'agriculture, l'élevage, les espaces naturels et le milieu
- commission d'information pour l'action sociale, la santé, la femme et la consommation
- commission mixte pour le transfert des compétences